# Bike-Flash

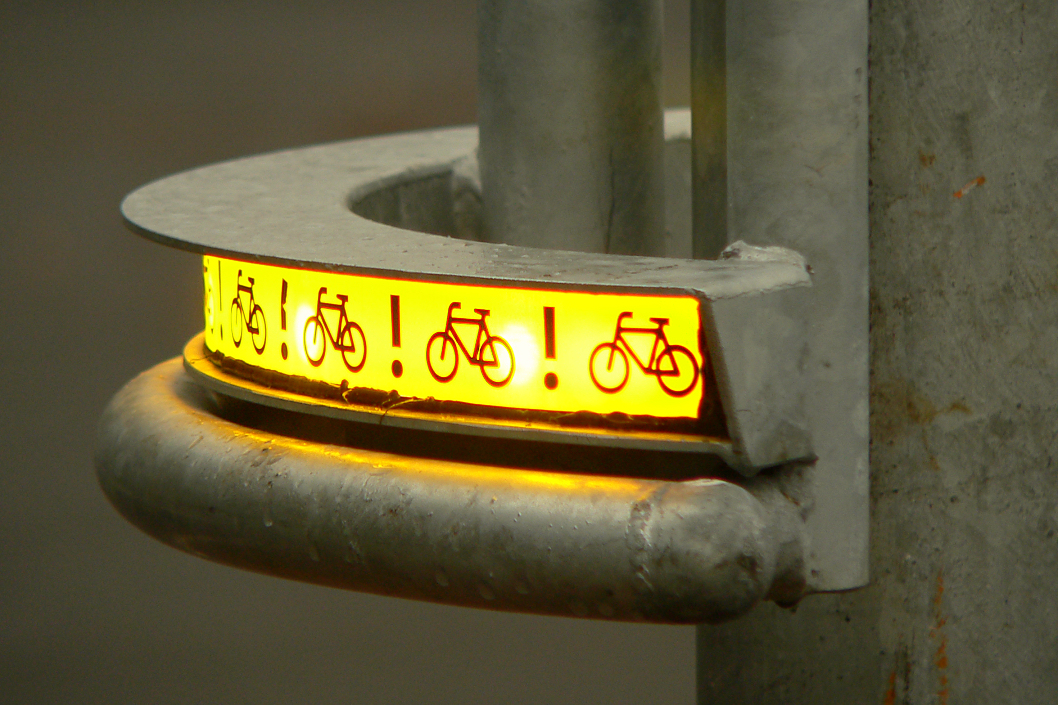
Ein Leuchtband von Bike-Flash

Bike-Flash ist ein Verkehrswarnsystem zur Vermeidung von Abbiegeunfällen zwischen Kraftfahrzeugen und Radfahrern. Die gelben Warnleuchten des Systems blinken, sobald sich ein Radfahrer einer Kreuzung nähert. Entwickelt wurde das Warnsystem, um zu verhindern, dass es durch rechtsabbiegende Lastwagen zu Tote-Winkel-Unfällen mit parallel fahrenden Radfahrern kommt.

## Funktionsweise

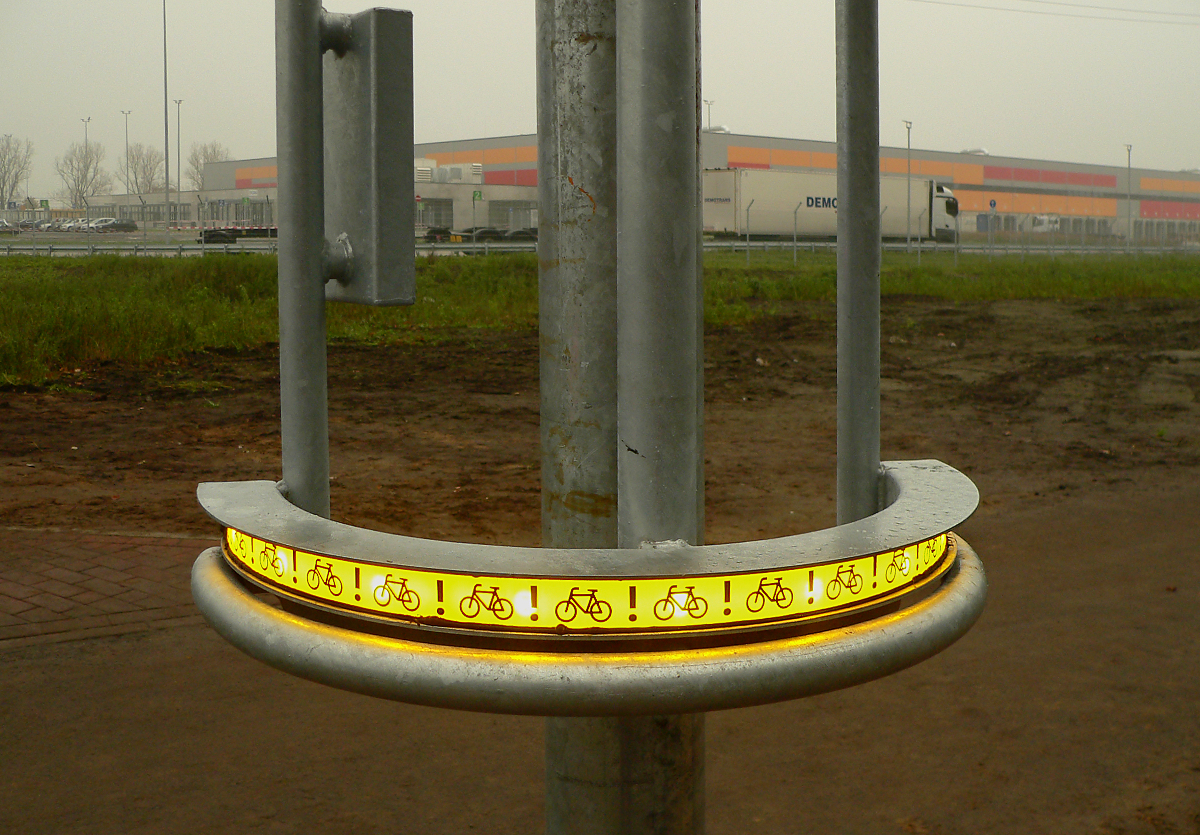
Eines von vier Leuchtbändern am Mast, von der Straße gesehen

Das Warnsystem befindet sich an einem fünf Meter hohen Mast, der nahe einer Kreuzung aufgestellt ist. Am Mast sind vier halbkreisförmige, schmale Leuchtbänder mit Fahrradsymbolen übereinander angebracht. Die Leuchten befinden sich auf unterschiedlichen Höhen, damit sie von den Fahrern niedriger wie auch hoher Fahrzeuge wahrgenommen werden können. Auf dem Mast ist eine Wärmebildkamera installiert, die einen vier Meter breiten und 40 Meter tiefen Bereich überwacht, in dem sich Verkehrsteilnehmer einer Kreuzung nähern. Bei Annäherung erkennt das System die Wärmeabstrahlung von Personen und löst das Blinken der gelben LED-Warnleuchten am Mast aus. Das System funktioniert nicht nur bei Radfahrern, sondern auch bei anderen Verkehrsteilnehmern, wie Fußgängern oder Skatern. Es kann auch bei anderen Verkehrsführungen, wie Ausfahrten und Abbiegungen, genutzt werden.

## Entwicklung
Das Warnsystem, dessen Wärmesensorik der Wehrtechnik entstammt, wurde von einem Erfinder aus Flensburg in Schleswig-Holstein entwickelt. Für eine erste Version gewann er im Jahr 2010 den Innovationspreis des Vereins Flensburg Innovativ, der ihm bei der Industrie- und Handelskammer zu Flensburg verliehen wurde. Das Warnsystem wird seit 2018 von einem Unternehmen in Husum europaweit angeboten. Laut dem Erfinder bestehe bei verschiedenen Städten Interesse. Das System Bike-Flash soll vom TÜV geprüft sowie zertifiziert sein.

## Praxis
Langzeituntersuchungen an dem Warnsystem hätten ergeben, dass es auch bei extremen Licht- und Witterungsbedingungen zuverlässig arbeitet. Die erste Anlage in Deutschland ging als Pilotprojekt Ende 2018 in Garbsen bei Hannover in Betrieb. Am Tag der Inbetriebnahme kam es im nahe gelegenen Burgdorf zu einem tödlichen Abbiegeunfall durch einen Lkw mit einer Radfahrerin. Die Kosten der Pilotanlage beliefen sich auf 34.000 Euro und wurden von der Region Hannover sowie der Stadt Garbsen getragen. Die Anlage ist an der Kreuzung eines Fahrradweges mit einer stark von LKW frequentierten Zufahrt zu einem Logistikzentrum aufgestellt. Die Initiative zur Nutzung des Warnsystems ging von der Fraktion von Bündnis 90/Die Grünen im Garbsener Stadtrat aus, um die Kreuzung für Radfahrer sicherer zu machen. Im Jahr 2019 soll untersucht werden, welche Ergebnisse die Pilotanlage in Garbsen gebracht hat. Das Niedersächsische Verkehrsministerium hat rechtliche Bedenken gegen den Pilotversuch und erwägt ein Verbot, weil er gegen die Straßenverkehrsverordnung verstoße.
Da der Preis einer Bike-Flash-Anlage üblicherweise zwischen 15.000 und 20.000 Euro liegt, wird angenommen, dass das System nicht flächendeckend Verbreitung findet, sondern nur punktuell eingesetzt wird. Infrage kommen gefährliche und stark frequentierte Kreuzungen sowie Stellen, die für Tote-Winkel-Unfälle anfällig sind.